# Michael Dobbs

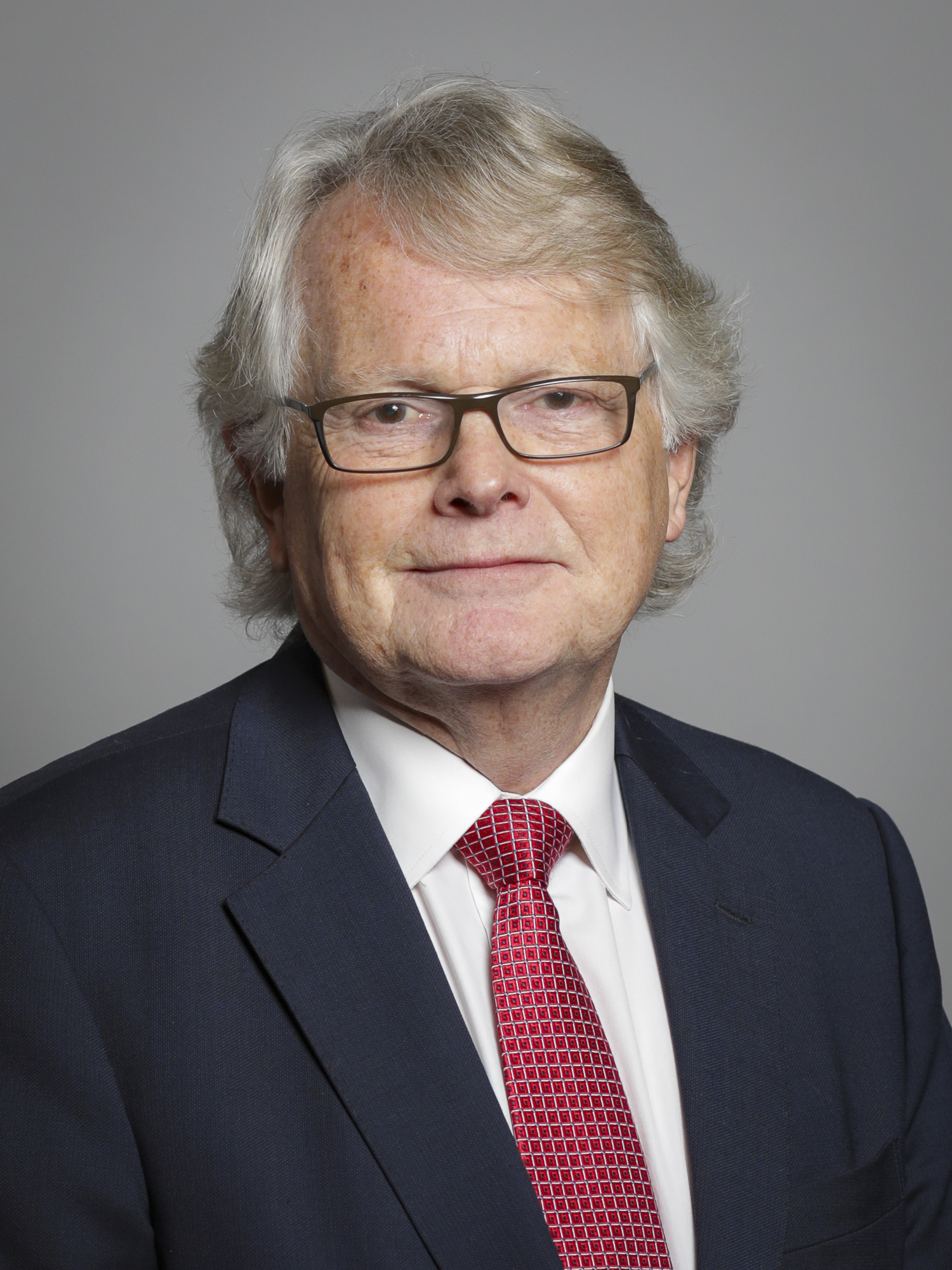
Michael Dobbs in 2019

Michael Dobbs (Cheshunt, 14 november 1948) is een lid van het Britse Hogerhuis voor de Conservative Party. Daarnaast is hij schrijver van fictie, hij schreef de boeken waarop de Britse televisieserie House of Cards op gebaseerd werd. Daarnaast is hij executive producer van de Amerikaanse televisieserie met dezelfde naam, die ook op zijn boeken en de originele serie is gebaseerd.

## Beginjaren en opleiding
Michael Dobbs werd geboren op 14 november 1948 in Cheshunt in Hertfordshire. Hij was de zoon van Eric en Eileen Dobbs. Hij volgde opleidingen aan de Hertford Grammar School, de Cheshunt Grammar School, en de Christ Church in Oxford.
Nadat hij in 1971 afstudeerde van Oxford, zette Dobbs koers richting de Verenigde Staten van Amerika. Hier volgde hij lessen op the Fletcher School of Law and Diplomacy op de Tufts University in Medford, Massachusetts. Hij behaalde daar in 1975 een MA, MALD en PhD.
Op 18 december 2010 werd Dobbs in de adelstand verheven (life peer), als baron Dobbs of Wylye, in Wiltshire County en opgenomen in het House of Lords op 20 december.

## Begin van Dobbs' carrière
Dobbs kon zijn studie aan de Tuftsuniversiteit betalen doordat hij als schrijver bij de Boston Globe werkte.
- Biblioteca Nacional de España: XX908412
- Bibliothèque nationale de France: cb165306035 (data)
- Catàleg d'autoritats de noms i títols de Catalunya: 981058614429406706
- CiNii: DA16680108
- Gemeinsame Normdatei: 1042355371
- International Standard Name Identifier: 0000 0001 0958 3853
- Library of Congress Control Number: n2002021374
- Nationale Bibliotheek van Letland: 000281737
- Bibliotheek van het Japanse parlement: 00465651
- Nationale Bibliotheek van Tsjechië: xx0002955
- Nationale bibliotheek van Australië: 35562340
- Nationale Bibliotheek van Israël: 987007568591005171
- Nederlandse Thesaurus van Auteursnamen: 069434239
- Istituto Centrale per il Catalogo Unico: TSAV010673
- LIBRIS: 394255
- Système universitaire de documentation: 172723558
- Trove: 996686
- Virtual International Authority File: 19037991
- WorldCat: E39PBJtMrD8kry48jgDdcQdmh3